# El retorno de los dragones
El retorno de los dragones (Dragons of Autumn Twilight en el original inglés) es una novela de literatura fantástica escrita por Margaret Weis y Tracy Hickman que está basada en el juego de rol Dungeons & Dragons. Fue la primera novela de la serie Dragonlance, publicada en 1984 y que a su vez es la primera parte de la trilogía Crónicas de la Dragonlance, siendo las otras dos La tumba de Huma y La reina de la oscuridad. Junto a la serie Leyendas de la Dragonlance, las Crónicas son consideradas habitualmente como las novelas principales del universo Dragonlance.
La trilogía Crónicas de la Dragonlance se creó porque los diseñadores del juego buscaban novelas que contasen el mundo que ellos estaban creando, algo con lo que TSR, Inc. sólo de mala gana estuvo de acuerdo.
El retorno de los dragones describe el encuentro de los Compañeros, que se corresponde con las ambientaciones del juego para Dungeons & Dragons, DL1 Dragons of Despair y DL2 Dragons of Flame, aunque la novela tiene un final diferente.

## Argumento
La novela comienza con el reencuentro del grupo de amigos compuesto por Tanis Semielfo, Sturm Brightblade, Caramon Majere, Raistlin Majere, Flint Fireforge y Tasslehoff Burrfoot, cinco años después de separarse para encontrar evidencias de la existencia de los antiguos dioses.
Tanis, Flint y Tasslehoff se encuentran en las afueras de Solace, descubriendo que la ciudad es ahora controlada por la orden religiosa de los Supremos Buscadores de Haven y su guardia de goblins. Tras luchar contra un grupo de estas criaturas, los tres amigos llegan hasta la posada El Último Hogar para reunirse con sus amigos. Kitiara Uth Matar, la hermanastra de los gemelos, Caramon y Raistlin, se ausenta de la reunión, enviando una nota misteriosa en la que expone que «su nuevo dueño la mantiene ocupada». A todos llama la atención el siniestro aspecto de Raistlin, que se ha convertido en un Túnica Roja, magos a los cuales no les convence la postura radical de la "Luz" (Túnica Blanca), pero que tampoco creen plenamente en la "Oscuridad" (Túnica Negra), así que se quedan en una postura neutral, bajo la protección de la luna Lunitari.
El grupo pronto descubre que los "Buscadores" quieren encontrar la Vara de Cristal Azul, que es capaz de curar a quien toca. Cuando Hederick, un Buscador, que es el Sumo Teócrata de Solace, es accidentalmente quemado cuando Riverwind lo empuja sobre la chimenea, Goldmoon lo cura con la Vara, el artefacto santo de la diosa Mishakal, el cual posee poderes de curación. Entonces Hederick se da cuenta de que el artefacto de Goldmoon es el que había estado buscando y llama a la guardia, lo que obliga a todos a escapar de Solace.
El descubrimiento por parte de los enemigos del extraño artefacto impulsa al grupo a una gran lucha contra la diosa Takhisis, la Reina de la Oscuridad y líder de las fuerzas enemigas. En su fuga, el grupo cruza el lago Crystalmir en bote, y durante el trayecto Raistlin advierte que las constelaciones llamadas "El Guerrero Valiente" y "La Reina de la Oscuridad" (representaciones de los antiguos dioses Paladine y Takhisis) no están en el cielo, lo que le hace pensar que los dos dioses, que representan el bien y el mal, han descendido a Krynn para luchar entre sí.
Al día siguiente, cuando amanece, el grupo advierte que se acerca un grupo de monjes que en realidad son draconianos, criaturas de los ejércitos de la Reina Oscura que son utilizados como soldados de infantería. Después de enfrentarse a ellos y escapar, el grupo viaja a través del Bosque Oscuro, donde son recibidos por espectros y, tras la mediación de Raistlin, llevados a lomos de centauros a la presencia del Señor del Bosque. Este les ofrece la posibilidad de dirigirse a la ciudad de Xak Tsaroth para encontrar respuestas a sus preguntas. Después de un largo viaje volando sobre pegasos y de varios encuentros con las fuerzas oscuras, el grupo llega a Xak Tsaroth y es atacado por el dragón negro Khisanth. Mientras, Goldmoon recibe el poder de Mishakal, quien le encomienda recuperar los Discos de Mishakal, que contienen la enseñanza de los antiguos dioses.
Una vez adentrados en las profundidades de Xak Tsaroth, el grupo se encuentra con algunos enanos gully. Uno de los enanos es Bupu, una enana gully que es víctima de un hechizo de amistad por parte de Raistlin, que quiere saber por dónde se debe ir a la guarida del dragón Khisanth (Onyx), que habita en las ruinas. De esta forma, Bupu les guía hasta la guarida de Khisanth, donde van a robar los discos y un libro mágico, mientras Raistlin distrae al dragón, pero el plan sale mal y el dragón captura a Raistlin. Cuando el resto del grupo llega a la guarida ven al dragón que les espera con Raistlin como prisionero. Khisanth pide a Goldmoon que le entregue la Vara pero ésta lo mata con el poder santo de la misma. Goldmoon es consumida por la llama de la Vara, pero más tarde la encuentran descansando en el Templo de Mishakal a los pies de la estatua de la diosa, la cual lleva ahora la Vara.
El grupo parte de vuelta hacia Solace, y Bupu, que se ha enamorado perdidamente de Raistlin, le regala a éste un libro mágico muy antiguo que es la Obra completa del archimago Fistandantilus, el cual tiene un pacto oscuro con Raistlin y a veces le da su poder. Bupu vuelve a continuación a su casa con los enanos. Una vez en Solace se dan cuenta de que la ciudad ha sido arrasada por dragones y que hay draconianos por todas partes, a pesar de sus proezas, el grupo es capturado y encadenado a una caravana de esclavos por el ejército enemigo. Antes de ser capturados en la posada "El último hogar" habían salvado al elfo Gilthanas, que es el hijo del líder de la nación elfa de Qualinesti, hacia donde se iban a dirigir.
En camino hacia la fortaleza de "Pax Tharkas", el grupo es liberado por Porthios, hermano de Gilthanas, un grupo de elfos supervivientes y un mago que estaba encerrado con ellos, Fizban. El grupo va hacia Qualinesti, la ciudad de los elfos, que está siendo abandonada por sus habitantes. Hablan con el "Orador", Solostaran Kanan, que en el último banquete en la ciudad decide que la mejor solución es atacar Pax Tharkas y liberar a todos los esclavos del control del Señor del Dragón, Verminaard. Durante su estancia en Qualinesti la hija del Orador, Laurana Kanan, besa a Tanis y le pregunta si se quiere casar con ella, como habían prometido tiempo atrás, pero este le dice que está enamorado de ella y de otra mujer, Kitiara Uth Matar. Durante el viaje del grupo (ahora se habían unido Tika Waylan, Fizban y Gilthanas) encontraron los restos de una batalla entre humanos y draconianos y allí encontraron con vida a Eben Shatterstone que también se unió a la expedición. El camino continúa a través de un paso secreto subterráneo que llega a Pax Tharkas donde inventan un plan para liberar a los esclavos. Durante el camino encuentran la tumba del primer gobernante elfo, Kith-Kanan y se enfrentan a una babosa gigante que es matada por Laurana, que aparece por sorpresa y se une también al grupo. Intentan convencer a los hombres para que se revelen pero estos no están convencidos hasta que Goldmoon cura de su enfermedad a Elistan, un Buscador, y lo convierten a la fe de los Dioses Verdaderos.
Éste fue el primer clérigo de Paladine, y más tarde se convirtió en el líder de la iglesia de Paladine sobre Krynn, llegando a ser un gran líder espiritual. Mientras llevan a cabo el plan de rescate, el grupo es traicionado por Eben, permitiendo a Verminaard y su dragón (Ember) atacarles. En el momento que el Señor de los Dragones, Verminaard, ataca a los esclavos aparece Flamestrike, el Dragón loco que cree que sus hijos perdidos en la guerra, son los hijos de los esclavos y ataca a Ember, que a su vez también mata a Flamestrike. Verminaard, mientras dirige al ejército de draconianos y cuando va a matar a Tanis, Raistlin, Caramon y Sturm, aparece Goldmoon que rompe el hechizo que tiene Verminaard con la diosa del mal, Takhisis, pudiendo así entre Tanis y Sturm matarlo.
Durante todo eso Eben, que había traicionado al grupo intentó entregar a Berem, el humano eterno, a Verminaard pero es sepultado por unas rocas que habían lanzado Fizban y Tasslehoff. Durante las celebraciones, después de la liberación de los esclavos aparece comiendo una figura misteriosa que resulta ser Berem. Tanis y Sturm le creían muerto cuando el mecanismo defensor de Pax Tharkas se activó y les dejó sepultados, a él y a Eben, pero cuando van a hablar con él, desaparece. Berem volverá a aparecer en novelas posteriores de la saga.

«La restauración de la verdad y de la fe es... en mayor grado, el tema de este primer libro en la serie» (Tracy Hickman)

## Personajes

### Héroes de la Lanza
- Tanis, el semielfo.
- Tasslehoff Burrfoot, el kender.
- Flint Fireforge, el enano.
- Goldmoon, la bárbara, princesa de los Que-shu y seguidora de Mishakal.
- Riverwind, el bárbaro, prometido de Goldmoon.
- Caramon Majere, humano y hermano de Raistlin.
- Raistlin Majere, humano y mago de túnica roja.
- Sturm Brightblade, humano y Caballero de Solamnia.

### Otros
- Laurana Kanan, princesa elfa y prometida de pequeña con Tanis.
- Gilthanas Kanan, hermano de Laurana.
- Porthios Kanan, hermano de Laurana y Gilthanas.
- Tika Waylan, humana guerrera.
- Kitiara Uth-Matar, humana de la que está enamorado Tanis.
- Solostaran Kanan, padre de Laurana, Gilthanas y Porthios.
- Fizban, mago.
- Forestmaster, unicornio.
- Verminaard, Señor de los Dragones y seguidor de Takhisis.
- Ember, dragón rojo que sirve a Verminaard.
- Flamestrike, una vieja dragón rojo, que está loca.
- Berem, humano eterno.
- Eben, humano que traiciona al grupo.
- Bupu, una enana gully.

## Lista de Capítulos
El anciano
Libro I
1. Reunión de viejos amigos. Una brusca interrupción.
2. Retorno a la posada. El juramento roto.
3. El Caballero de Solamnia. La fiesta del anciano.
4. La puerta abierta. Viaje en la oscuridad.
5. Despedida de Flint. Vuelan flechas. El mensaje de las estrellas.
6. Noche en la gruta. Discordia. Tanis toma una decisión.
7. La historia de la Vara. Clérigos extraños. Una sensación tenebrosa.
8. La búsqueda de la verdad. Respuestas inesperadas.
9. La huida. El ciervo blanco.
10. El Bosque Oscuro. El paseo de la muerte. La magia de Raistlin.
11. El Señor del Bosque. Un pacífico interludio.
12. Sueño alado. Humo en el Este. Recuerdos oscuros.
13. Un amanecer escalofriante. Puentes de enredaderas. Agua oscura.
14. Prisioneros de los Draconianos.
15. La fuga. El pozo. La muerte de negras alas.
16. Una decisión amarga. El don supremo.
17. La senda de la muerte. Los nuevos amigos de Raistlin.
18. Lucha en la marmita. El remedio de Bupu para la tos.
19. La ciudad destruida. El Gran Bulp Fudge I, el Grande.
20. El mapa del Gran Bulp. El libro de encantamientos de Fistandantilus.
21. El sacrificio. La ciudad que murió dos veces.
22. El regalo de Bupu. Un mal presagio.

Libro II
1. La noche de los dragones.
2. El forastero. ¡Capturados!.
3. La caravana de esclavos. El viejo mago.
4. ¡Rescatados!. La magia de Fizban.
5. El orador de los Soles.
6. Laurana.
7. La despedida. La decisión de los compañeros.
8. Dudas. ¡Emboscada!. Un nuevo amigo.
9. Aumentan las sospechas. El Sla-Mori.
10. La guardia Real. La sala de la Cadena.
11. Perdidos. El plan. ¡Traicionados!.
12. La parábola de la joya. El traidor al descubierto. El dilema de Tas.
13. Preguntas sin respuestas. El sombrero de Fizban.
14. Matafleur. La espada mágica. Las plumas blancas.
15. El señor del Dragón. Los hijos de Matafleur.

La boda

## Otros datos
El retorno de los dragones sigue una línea similar con las otras novelas de su serie, La tumba de Huma y La reina de la oscuridad, ya que en su nombre inglés se denominan: Dragons of Autumn Twilight, Dragons of Winter Night y Dragons of Spring Dawning. Por lo tanto todas comienzan por Dragons, la siguiente palabra es una estación, "Otoño", "Invierno" y "Primavera" respectivamente, y la última palabra es una serie de tiempo, "Crepúsculo", "Noche" y "Amanecer" respectivamente.
Margaret Weis incluye alusiones al Cuento de Navidad de Charles Dickens, una de sus historias favoritas.

«Había algo la inquietud en él, secreto, silencioso, autónomo, y solitario como una ostra»

«El destino de humanidad es mi negocio»

## Importancia
La historia original de la serie Dragonlance había sido tratada antes de la trilogía de las Crónicas o los juegos. El retorno de los dragones es importante para el mundo Dragonlance porque es la primera novela de la serie y fue escrita después de las ambientaciones del juego de Dungeons & Dragons. Está basado en el juego Dungeons & Dragons, al cual jugaban los autores, Margaret Weis y Tracy Hickman, así como algunos de sus amigos, algunos de los cuales escribieron más tarde otras obras de la serie de la Dragonlance. Siendo la novela escrita después de las ambientaciones, Weis y Hickman creían que la historia era demasiado episódica, por lo que cambiaron el proceso para los siguientes libros y escribieron las novelas antes de que los siguientes juegos fuesen escritos.
El libro crea muchos de los personajes más importantes de la Dragonlance, los Héroes de la Lanza. Según el portal Dragonlance Nexus, la trilogía de las Crónicas es esencial para la fundación del resto de las novelas. Tracy Hickman y Margaret Weis declararon en una entrevista a la compañía Wizards of The Coast que hacían un buen equipo, debido a que Hickman era mejor en la escritura sobre los personajes buenos y Weis era buena en la escritura sobre los personajes oscuros, evidente por su amor por Raistlin. El retorno de los dragones significó el debut como escritores de Hickman y Weis.

## Ediciones

### Castellano
- Weis, Margaret; Hickman, Tracy. El retorno de los dragones (Cartón edición). España: Editorial Timun Mas, S.A. p. 480. ISBN 84-7176-877-1.
- Weis, Margaret; Hickman, Tracy (1987). El retorno de los dragones (Tela edición). España: Círculo de Lectores, S.A. p. 480. ISBN 84-226-2320-X.
- Weis, Margaret; Hickman, Tracy (1999). El retorno de los dragones (Rústica edición). España: Editorial Timun Mas, S.A. p. 480. ISBN 84-7722-888-4.
- Weis, Margaret; Hickman, Tracy (2005). El retorno de los dragones (Cartón edición). España: Planeta-De Agostini. p. 480. ISBN 84-674-1367-0.
- Weis, Margaret; Hickman, Tracy (2005). El retorno de los dragones (Cartón edición). España: Planeta-De Agostini. p. 480. ISBN 84-674-1954-7.
- Weis, Margaret; Hickman, Tracy (2007). Crónicas anotadas. El retorno de los dragones (Cartón edición). España: Ediciones Altaya, S.A. p. 519. ISBN 84-487-2084-9.

### Inglés
- Weis, Margaret; Hickman, Tracy (1984). Dragons of Autumn Twilight (Rústica edición). Estados Unidos: TSR. ISBN 0-88038-173-6.
- Weis, Margaret; Hickman, Tracy (1986). Dragons of Autumn Twilight (Rústica edición). Reino Unido: TSR. ISBN 0-14-008718-4.
- Weis, Margaret; Hickman, Tracy (marzo  de 1990). Dragons of Autumn Twilight (Rústica edición). Estados Unidos: TSR. ISBN 0-88038-173-6.
- Weis, Margaret; Hickman, Tracy (octubre  de 1999). Dragons of Autumn Twilight (Encuadernado edición). Estados Unidos: Rebound by Sagebrush. ISBN 0-8335-3164-6.
- Weis, Margaret; Hickman, Tracy (1 de febrero de 2000). Dragons of Autumn Twilight (Rústica edición). Estados Unidos: Wizards of the Coast. ISBN 0-7869-1574-9.
- Weis, Margaret; Hickman, Tracy (1 de abril de 2003). Dragons of Autumn Twilight (Tapa dura edición). Estados Unidos: Wizards of the Coast. ISBN 0-7869-3064-0.
- Weis, Margaret; Hickman, Tracy (5 de mayo de 2006). Dragons of Autumn Twilight (Rústica edición). Estados Unidos: Devil's Due Publishing. ISBN 1-932796-50-9.
- Weis, Margaret; Hickman, Tracy (26 de julio de 2006). Dragons of Autumn Twilight (Tapa dura edición). Estados Unidos: Devil's Due Publishing. ISBN 1-932796-70-3.

La narración original de 1984 fue revisada en el año 2000, donde se corrigieron algunos pequeños errores y se modificaron algunos términos para asililarlos a como se denominaron en los posteriores libros de la saga (por ej. las Torres de la Hechicería de la primera versión se cambia por Torre de la Alta Hechicería), pero además algunos capítulos sufrieron cambios más importantes, como el capítulo 2 del libro II, donde cambia sustancialmente la forma en que los Compañeros regresan al Último Hogar tras encontrar los Discos de Mishakal, y se amplían y modifican los diálogos y situaciones de lo que ocurre dentro de la posada.

## Adaptaciones

### Cómic
Devils Due Publishing adaptó la novela de Weis y Hickman al formato de cómic. Éste fue publicado en mayo de 2006 y se situó en el puesto número 33 en la lista de las 100 mejores novelas gráficas en ventas, con una cantidad aproximada de 2.634 unidades.

### Cine
Dragonlance: Dragons of Autumn Twilight es una adaptación cinematográfica de la novela que fue realizada el 15 de enero de 2008 y es la primera película directa a vídeo basada en la saga de la Dragonlance. La adaptación del guion fue llevada a cabo por George Strayton con la asistencia creativa de los autores, Margaret Weis y Tracy Hickman. El director es Will Meugniot y realizó la película en 2 y 3 dimensiones a través de la Paramount Pictures.